# Organización territorial de Bangladés
Bangladés está organizado en 8 divisiones (bibhag) y 64 distritos (jela, zila, zela), aunque éstos sólo tienen un papel limitado en las políticas públicas. A efectos de gobierno local, el país se divide en subdistritos (upazilas), municipios (pourashova), corporaciones urbanas y consejos sindicales (o consejos rurales).

## Divisiones administrativas

### Regiones

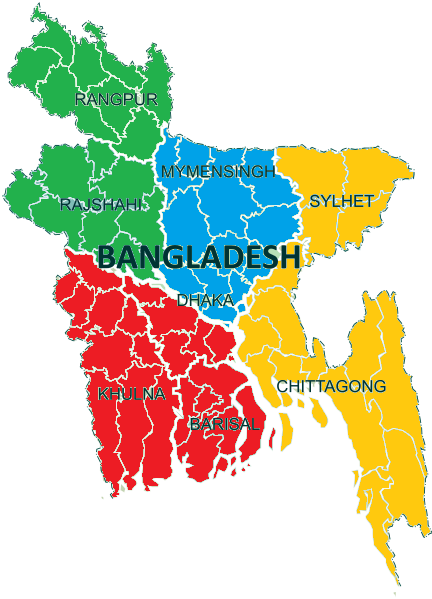
Regiones de Bangladés:
Bengala del Norte
Bengala del Sur
Bengala Central
Bengala Oriental

Tradicionalmente Bangladés está dividido en cuatro regiones por el fértil delta del Ganges-Brahmaputra, formado por la confluencia del Ganges (nombre local Padma o Pôdda), Brahmaputra (Yamuna o Jomuna), y los ríos Meghna y sus respectivos afluentes.
- Bengala del Norte: comprende las divisiones de Rajshahi y de Rangpur.[2]

- Bengala Oriental:[3] también conocido como Bangladés oriental, comprende las divisiones de Chittagong,[4] Sylhet[5] y la propuesta división de Comilla.[6]

- Bengala Central:[3] comprende las divisiones de Mymensingh y la de Daca, excluida la propuesta división de Faridpur.[7]

- Bengala del Sur: comprende las divisiones de Barisal, Khulna y la propuesta división de Faridpur.[8]

### Divisiones

Divisiones de Bangladés en la actualidad.

Bangladés está dividida en ocho regiones, llamadas divisiones. Cada una de ellas tiene el nombre de su capital.
La siguiente tabla resume algunas estadísticas claves sobre las ocho divisiones de Bangladés que se encuentran en el censo de población y vivienda de 2011 realizado por la Oficina de Estadísticas de Bangladés.
| División   | Capital    | Área (km²) | Población (2011) | Densidad (hab/km²) |
| ---------- | ---------- | ---------- | ---------------- | ------------------ |
| Barisal    | Barisal    | 13.225,20  | 8.325.666        | 613                |
| Chittagong | Chittagong | 33.908,55  | 29.145.000       | 831                |
| Daca       | Daca       | 20.593,74  | 49.729.000       | 1751               |
| Khulna     | Khulna     | 22.284,22  | 15.687.759       | 699                |
| Mymensingh | Mymensingh | 10.584,06  | 11.370.000       | 1074               |
| Rajshahi   | Rajshahi   | 18.153,08  | 18.485.858       | 1007               |
| Rangpur    | Rangpur    | 16.184,99  | 15.787.758       | 960                |
| Sylhet     | Sylhet     | 12.635,22  | 9.807.000        | 779                |
| Bangladés  | Daca       | 147.571    | 158.338.041      | 1106               |

### Distritos

Distritos de Bangladés.

Las divisiones se subdividen en 64 distritos. Cada distrito está dirigido por un comisario adjunto (en inglés: Deputy Commissioner, popularmente abreviado como "DC") quien es designado por el gobierno entre un subsecretario del cuadro administrativo de la Administración Pública de Bangladés.
| División   | Distritos | Nombre de los distritos |
| ---------- | --------- | --- |
| Barisal    | 6         | Barguna, Barisal, Bhola, Jhalokati, Patuakhali, Pirojpur                                                                                |
| Chittagong | 11        | Bandarban, Brahmanbaria, Chandpur, Chittagong, Comilla, Cox's Bazar, Feni, Khagrachari, Lakshmipur, Noakhali, Rangamati                 |
| Daca       | 13        | Daca, Faridpur, Gazipur, Gopalganj, Kishoreganj, Madaripur, Manikganj, Munshiganj, Narayanganj, Narsingdi, Rajbari, Shariatpur, Tangail |
| Khulna     | 10        | Bagerhat, Chuadanga, Jessore, Jhenaidah, Khulna, Kushtia, Magura, Meherpur, Narail, Satkhira                                            |
| Mymensingh | 4         | Jamalpur, Mymensingh, Netrokona, Sherpur                                                                                                |
| Rajshahi   | 8         | Bogra, Jaipurhat, Naogaon, Natore, Nawabganj, Pabna, Rajshahi, Sirajganj                                                                |
| Rangpur    | 8         | Dinajpur, Gaibandha, Kurigram, Lalmonirhat, Nilphamari, Panchagarh, Rangpur, Thakurgaon                                                 |
| Sylhet     | 4         | Habiganj, Maulvibazar, Sunamganj, Sylhet                                                                                                |

### Subdistritos

Subdistritos de Bangladés, divididos por líneas blancas.

Los distritos se dividen en subdistritos llamados upazilas; Bangladés tiene 495 de estas entidades (al 31 de agosto de 2021). Los upazilas son el segundo nivel más bajo de la administración regional en Bangladés.
Los upazilas se conocían antiguamente como thana, que significa literalmente comisaría de policía. A pesar del significado, los thanas funcionaban como una región administrativa y geográfica, al igual que los upazilas actuales. En 1982, los thanas fueron rebautizados como upazilas con disposiciones de gobierno local semiautónomo. Este sistema se revirtió al sistema de thanas en 1992. Más tarde, en 1999, las regiones geográficas bajo la administración de los thanas se convirtieron de nuevo en upazilas. Por ejemplo, el Thana Nirbahi Officer (lit. Oficina Ejecutiva de la Thana) pasó a llamarse Upazila Nirbahi Officer (lit. Oficina Ejecutiva de la Upazila). La palabra thana se utiliza ahora para referirse únicamente a las comisarías de policía. Por lo general, hay una comisaría de policía por cada upazila; pero las unidades administrativas más grandes pueden tener más de una comisaría que cubra diferentes regiones.
El upazila es administrado por la Oficina Ejecutiva de la Upazila (UNO, por sus siglas en inglés) y la parroquia de la upazila. Los UNO son asistentes superiores de la Administración Pública de Bangladés (BCS, por sus siglas en inglés). Cada parroquia de la upazila (o consejo) tiene un presidente, un vicepresidente y una vicepresidenta. Los tres son elegidos por elección popular directa.